# الوجه الأخير
الوجه الأخير (بالإنجليزية: The Last Face)‏ هو فيلم درامي أمريكي من إنتاج سنة 2016. وهو من إخراج شون بين وبطولة تشارليز ثيرون وخافيير باردم وأديل أكزاركوبولوس وجان رينو.

## القصة
قصة الفيلم تتكلم عن الطبيبة رين بيترسون والتي تشغل منصب رئيسة منظمة أطباء بلا حدود في غرب أفريقيا وتحاول انجاز ما قام به والدها. ثم تقع في حب جراح يعمل في منظمتها اسمه ميغيل، لكن بعد ذلك تكتشف أنه على علاقة مع ابنة عمها إيلين لتتعقد العلاقة بينهم.

## التقييم
على الرغم من ترشيح الفيلم لجائزة السعفة الذهبية في مهرجان كان السينمائي، إلا أنه حصل على تقييم 8% في موقع الطماطم الفاسدة وذكر النقاد أن الفيلم مسئ لأفريقيا، كما انتقدوا اداء كل من خافيير باردم وتشارليز ثيرون وقصتهم الرومانسية في الفيلم.

## وصلات خارجية
- الوجه الأخير على موقع IMDb (الإنجليزية)
- الوجه الأخير على موقع روتن توميتوز (الإنجليزية)
- الوجه الأخير على موقع قاعدة بيانات الأفلام العربية
- الوجه الأخير على موقع ألو سيني (الفرنسية)
- الوجه الأخير على موقع أول موفي (الإنجليزية)
- الوجه الأخير على موقع فيلمافينيتي (الإسبانية)
- الوجه الأخير على موقع قاعدة بيانات الفيلم (الإنجليزية)
- الوجه الأخير على موقع ليتربوكسد (الإنجليزية)
- الوجه الأخير على موقع كينوبويسك (الروسية)
- الوجه الأخير على قاعدة بيانات الأفلام على الإنترنت